# Jovianus
Flavius Jovianus (Singidunum, ca. 331 - Dadastana (nabij Ankara), 17 februari 364) was van 26 juni 363 tot 17 februari 364 acht maanden lang Romeins keizer. Jovianus, die een christen was, brak met de antichristelijke politiek van Julianius en beëindigde met het voor de Romeinen zeer nadelige vredesverdrag van 363 ook diens offensief tegen het Perzische Sassanidische Rijk.

## Leven

### Afkomst en jeugd
Jovianus werd in 331 geboren in Singidunum, het huidige Belgrado. Hij werd opgevoed in het christelijk geloof. Zijn vader Varronianus fungeerde als comes domesticorum. Dat betekent dat hij de commandant was van een cadettencorps (de protectores domestici), waaruit de officieren van de elite-eenheden werden gerekruteerd. Men kan de protectores domestici wel vergelijken met een keizerlijke lijfwacht. Al vroeg besloot ook Jovianus voor een militaire carrière. Hij diende in hetzelfde korps als zijn vader.
Onder de keizers Constantius II en Julianus de Afvallige beklom hij de carrièreladder. Onder Julianus werd hij in het jaar 363 tot commandant van de protectores domestici benoemd, dit hoewel Julianus binnen het Romeinse leger meestal de voorkeur gaf aan heidenen. Jovianus had nu dezelfde functie die zijn vader eerder had bekleed.
Tijdens zijn veldtocht tegen de Perzen kwam keizer Julianus tijdens de terugtocht vanuit Ctesiphon op 26 juni 363 in een nachtelijke gevecht tegen de Sassaniden om het leven. Nog op dezelfde dag kwam een collegium van hoge officieren Nevitta, Arintheus, Victor en Dagalaifus bijeen. Zij kwamen tot het besluit om Jovianus tot nieuwe keizer uit te roepen nadat eerst nog de regerende pretoriaanse prefect van het Oosten Saturninius Secundus Salutius op grond van zijn hoge leeftijd had geweigerd om keizer te worden. Voor Jovianus sprak de reputatie van zijn vader. Ook was Jovianus blijkbaar zelf een gerespecteerde figuur, want hij had de leiding gekregen over de lijkstoet die twee jaar eerder na diens overlijden het lichaam van keizer Constantius II naar Constantinopel had overgebracht.
Theodoretus van Cyrrhus bericht in zijn kerkgeschiedenis dat Jovianus een uitstekende, betrouwbare en in veel opzichten uitstekende man was met een prijzenswaardig lichaam en van een ruimhartige geest. Ook had hij zich militair te onderscheiden. Mogelijk overdreef Theodoretus wat in zijn loftuigingen. Ammianus Marcellinus, die Jovianus persoonlijk kende, drukte zich duidelijk terughoudender uit.

### Keizerschap
Aangezien Jovianus en zijn leger zich diep op Perzisch gebied bevonden, bevond hij zich in een zeer lastige situatie. De Perzen buitten de situatie vakkundig uit. De Perzische koning der koningen Shapoer II gaf bevel de intensiteit van de aanvallen op de terugtrekkende legioenen nog te verdubbelen. Jovianus onderhandelde, de totale vernietiging van het Romeinse leger voor ogen hebbende, nog in juli 363 een onvoordelig vredesverdrag met de Perzen uit. Om ongehinderd te kunnen terugtrekken moest hij vijf door Diocletianus geannexeerde provincies aan de linkeroever van de Tigris aan de Perzen laten, daaronder ook een groot deel van Armenië. Ook moesten de Romeinen de vestigingssteden Singara, Nisibis en Bezabde opgeven. Wel mochten de inwoners elders worden geherhuisvest.
In het bijzonder het verlies van het zwaar versterkte Nisibis, dat zestig jaar eerder onder Galerius door de Romeinen was veroverd, stootte algemeen op kritiek. Jovianus tijdgenoot Ammianus Marcellinus meldde dat de inwoners van de stad de keizer smeekten op eigen rekening tegen de Perzen te mogen vechten. De keizer weigerde dit echter. De christenen, waaronder ook de kerkleraar Efrem de Syriër, moesten Nisibis verlaten. De stad zou tot in de tijd van keizer Mauricius, die de stad voor de Oost-Romeinse Rijk terugwon, onder Perzische controle blijven. De stad diende later steeds weer als startpunt voor Sassanidische offensieven.
In Antiochië feliciteerden de inwoners elkaar gekscherend dat hun stad niet eveneens aan de Perzen was afgegeven. Hier hield Jovianus zich voor het eerst met de binnenlandse politiek bezig. Hij wijdde zich eerst aan de overheidssteun voor de onder keizer Julianus in de verdrukking geraakte christenen. Het door Julianus een jaar eerder uitgevaardigde retorenedict werd weer ingetrokken; christelijke leraren mochten weer les geven in de retorica. Omdat Jovianus tegelijkertijd echter ook de godsdienstvrijheid voor de heidenen erkende, bleef weerstand uit. Alleen tovenarij en waarzeggerij bleven nog steeds strafbaar. De tempelgoederen werden echter wel in beslag genomen.
In de volgende winter trok Jovianus verder naar het westen op weg naar Constantinopel. Op de terugweg kreeg hij het nieuws dat een groep van hooggeplaatste officieren in Reims in opstand waren gekomen. Gallische troepen sloegen deze opstand echter neer en stelden zich aan de kant van de nieuwe keizer. In Ancyra nam hij op 1 januari 364 samen met zijn pasgeboren zoon Varronianus het consulaat op zich.

### Overlijden
De nieuwe keizer heeft Constantinopel nooit bereikt. Jovianus stierf op 17 februari in het Bithynische dorp Dadastana (niet ver van het huidige Ankara). Hij had slechts acht maanden geregeerd. Men vond hem 's ochtends dood in bed in de vers geverfde kamer, waar hij de nacht had doorbracht. Men kon geen tekenen van een gewelddadige dood ontdekken. Van de vele theorieën die na zijn dood de ronde deden, lijkt een rook- of koolmonoxidevergiftiging als gevolg van onvoldoende lucht- en rookafvoer van een vuurkorf nog het meest waarschijnlijke.
Jovianus werd bijgezet in het keizersmausoleum in Constantinopel. Valentinianus I, een dan toe nu toe weinig bekende garde-officier, volgde hem op de troon. Zijn weduwe Charito leefde nog in het begin van de regeerperiode van keizer Theodosius I. De jonge Varronianus was (naar verluidt) deels verblind om hem als kandidaat voor de troon uit te schakelen.

## Waardering en bronnen
Jovianus' vrede met de Perzen werd door zijn tijdgenoten en wordt ook in het wetenschappelijk onderzoek vaak bekritiseerd; in latere bronnen werd deze vrede evenwichtiger beoordeeld (bijvoorbeeld door Johannes Zonaras, Sozomenus en Augustinus van Hippo). De militaire noodzaak voor dit vredesverdrag werd voornamelijk door meerdere tijdgenoten bestreden. In recent wetenschappelijk onderzoek wordt er echter op gewezen dat Jovianus geen andere keus had, als hij niet de ondergang van het gehele Romeinse leger wilde wagen. Het feit blijft echter, dat dankzij dit vredesverdrag de Romeinse troepen veilig hun vaderland konden bereiken en dat de betrekkingen tussen de twee grootmachten voor het moment werden genormaliseerd.
In zijn totaliteit wordt Jovianus in de overlevering vrij negatief beoordeeld. Men vindt vaak de spotnaam winterkoning (analoog aan de winterkoning Frederik V van de Palts). De Romeinse tijdgenoot en persoonlijke kennis Ammianus Marcellinus schetst een zeer negatief beeld van het karakter van Jovianus en idealiseert Julianus, wat natuurlijk ook van zijn vooringenomenheid getuigt. Ook de Suda, een Byzantijnse encyclopedie, stelt Jovianus in een zeer negatief daglicht. Zijn zoontje verdwijnt in de overlevering volledig uit beeld. Anderzijds wordt in het wetenschappelijk onderzoek ook de mening verkondigd dat Jovianus een nieuwe evenwichtspolitiek heeft bedreven om tussen het Perzische- en Romeinse Rijk tot een vreedzame co-existentie te komen.
Theodoretus van Cyrrhus vindt in zijn kerkgeschiedenis lovende woorden voor het slechts acht maanden durende bewind van de keizer, die de benadeling van de christenen heeft beëindigd en die de verbannen bisschoppen heeft toegestaan weer terug te keren naar hun bisdommen. Dit positieve beeld is te verklaren door het contrast met de regeerperiode van zijn voorganger Julianus, die de kerk onder grote druk had gezet.